# یاسنایا پولیانا (شهرستان ایگلینسکی، باشقیرستان)
یاسنایا پولیانا (انگلیسی: Yasnaya Polyana, Iglinsky District, Republic of Bashkortostan) یک شهرک در شهرستان ایگلینسکی استان باشقیرستان کشور روسیه است.